# Brosteig

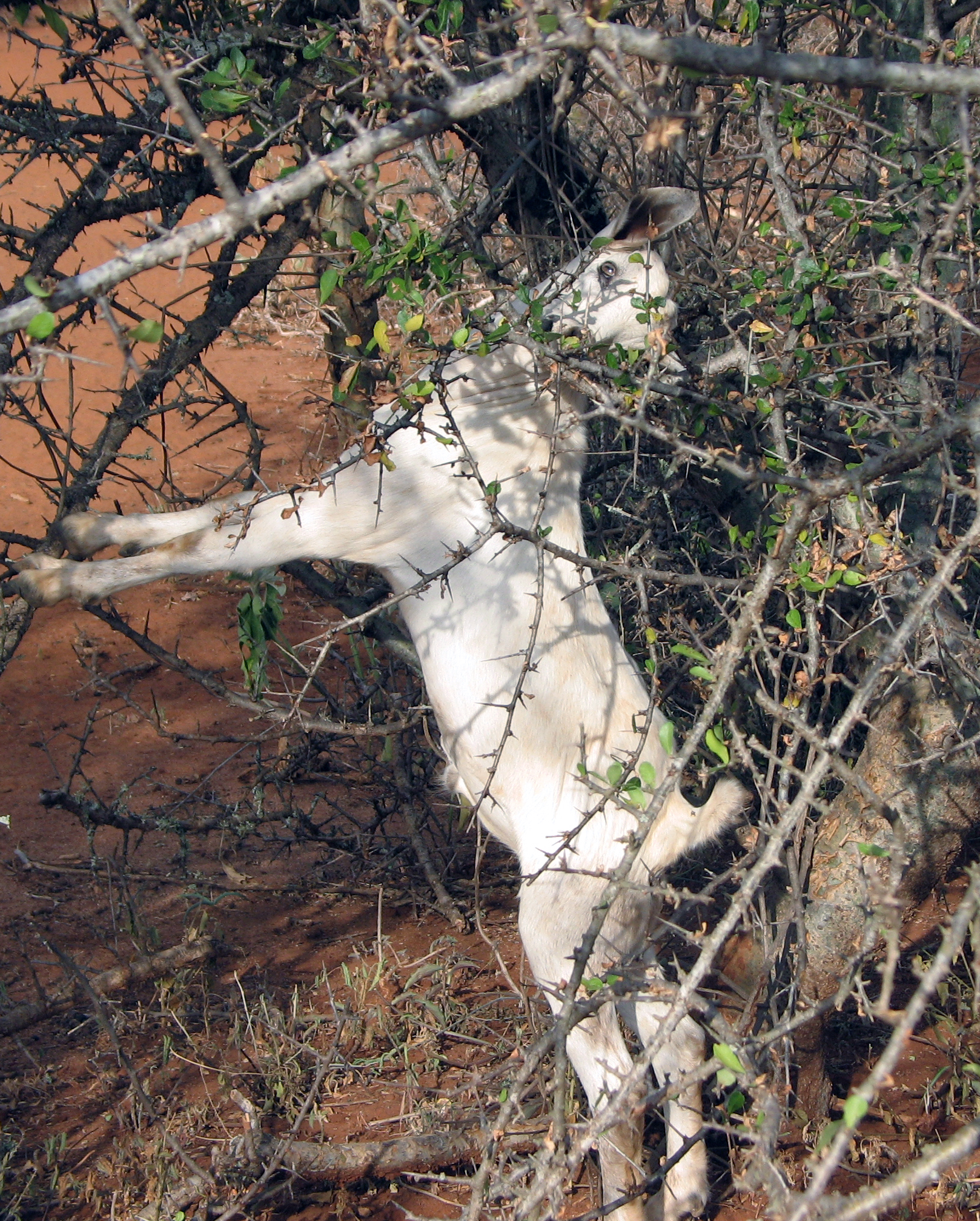
Una cabra brostejant

El brosteig és una forma d'alimentació dels animals herbívors que mengen fulles, brots o fruites de vegetació alta, generalment plantes llenyoses com ara arbustos. El brosteig es distingeix del pasturatge, normalment associat als herbívors que mengen herbes o vegetació baixa. Aquesta dicotomia en els remugants es pot trobar en les cabres que brostegen i les ovelles que pasturen.
En el sentit més estricte, el brosteig és propi dels herbívors folívors. En el sentit més ample, el brosteig inclou el pasturatge.